# Gouvernement Depretis V
Royaume d'Italie
Depretis IV Depretis VI
Le gouvernement Depretis V (Governo Depretis V, en italien) est le gouvernement du royaume d'Italie entre le 25 mai 1883 et le 30 mars 1884, durant la XVe législature.

## Composition
Composition du gouvernement
- Gauche historique

### Président du conseil des ministres
Agostino Depretis